# Catálogo filatélico

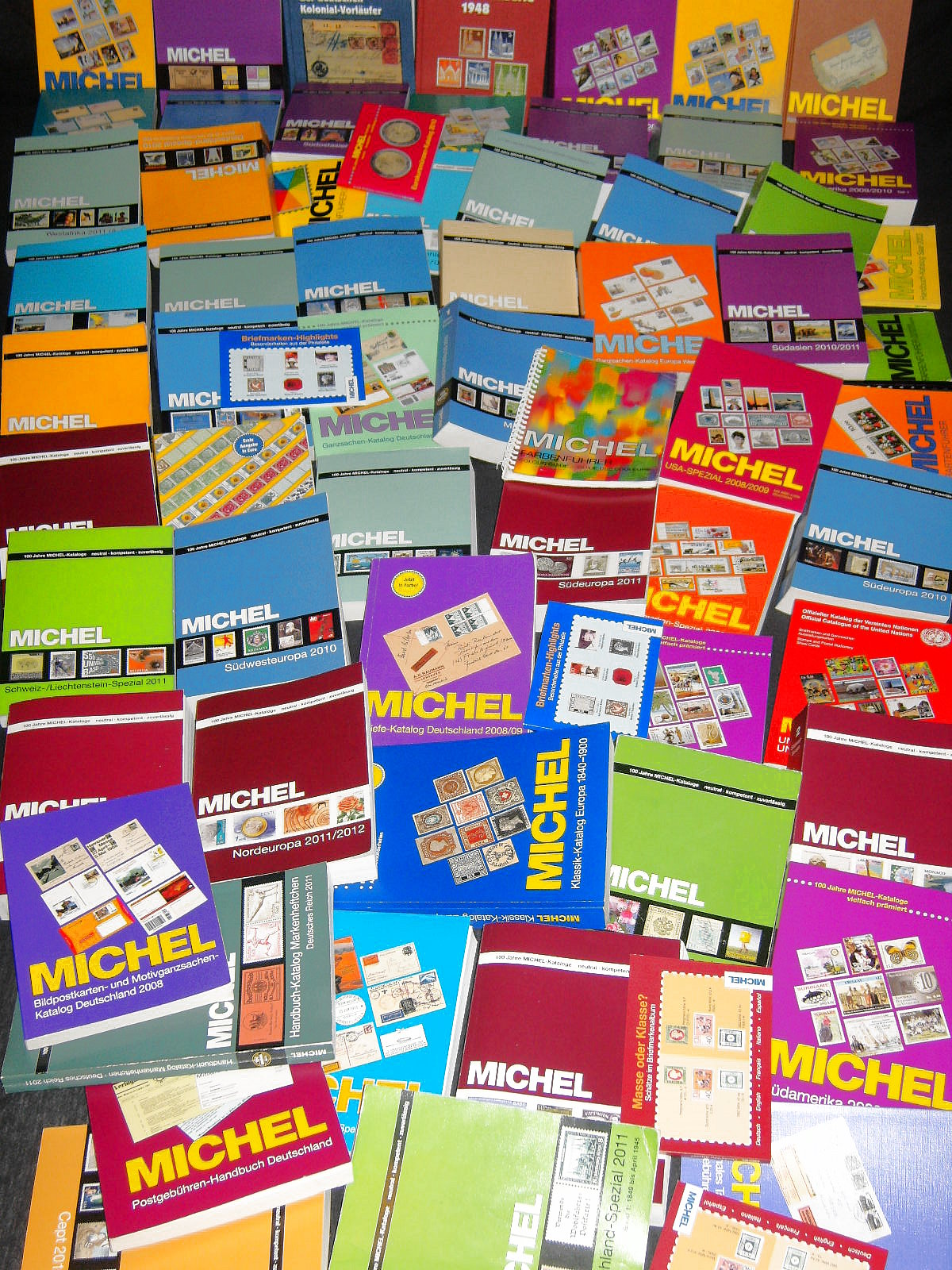
Varios catálogos Michel.

Un catálogo filatélico es un catálogo comercial ordenado cronológica o temáticamente de las emisiones de un país, región o del mundo en general. Con la entrada de los catálogos en línea los tradicionales libros, casi siempre en blanco y negro han perdido vigencia, luego fueron reemplazados por tecnologías fijas como CD y DVD, por ejemplo el Catálogo Scott.
De igual modo para usos temáticos resultan muy cómodos y finalmente algunos proveedores ofrecen catálogos personalizados o por demanda.
Los catálogos más prominentes en el mundo incluyen el catálogo Scott, catálogo Stanley Gibbons, catálogo Yvert et Tellier o el catálogo Michel, siendo el más usado en España el catálogo Edifil.